# Parentucellia
Parentucellia is een geslacht van kruidachtige planten uit de bremraapfamilie (Orobanchaceae).
Het geslacht telt twee soorten uit Europa en het Middellandse Zeegebied, waarvan de kleverige ogentroost ook zeldzaam in België en Nederland voorkomt.

## Naamgeving en etymologie
- Synoniemen: Eufragia Griseb., Euphragia Griseb., Lasiopera Hoffmanns.

De botanische naam Parentucellia is een eerbetoon aan Tommaso Parentucelli (1397-1455), beter bekend als Paus Nicolaas V en stichter van de Vaticaanse Bibliotheek en de Vaticaanse botanische tuin.

## Kenmerken
Parentucellia'-soorten zijn eenjarige, kruidachtige planten. Ze kunnen tot een meter hoog worden. Het zijn net als de bremrapen halfparasieten, die met zuignappen aan de wortels (haustoria) de wortels van waardplanten binnendringen en water en voedingszouten opnemen.
De plant heeft meestal tegenoverstaande, lijn- tot lancetvormige stengelbladeren met gekartelde bladranden.
De bloemen staan in een korte, halfbolvormige terminale tros. De tweeslachtige bloemen zijn tweezijdig symmetrische en bestaan uit een dubbel bloemdek. De schutbladen lijken op de stengelbladeren. De kelkbladeren zijn gefuseerd tot een buis, de rand diep verdeeld tot vier kelktanden. 

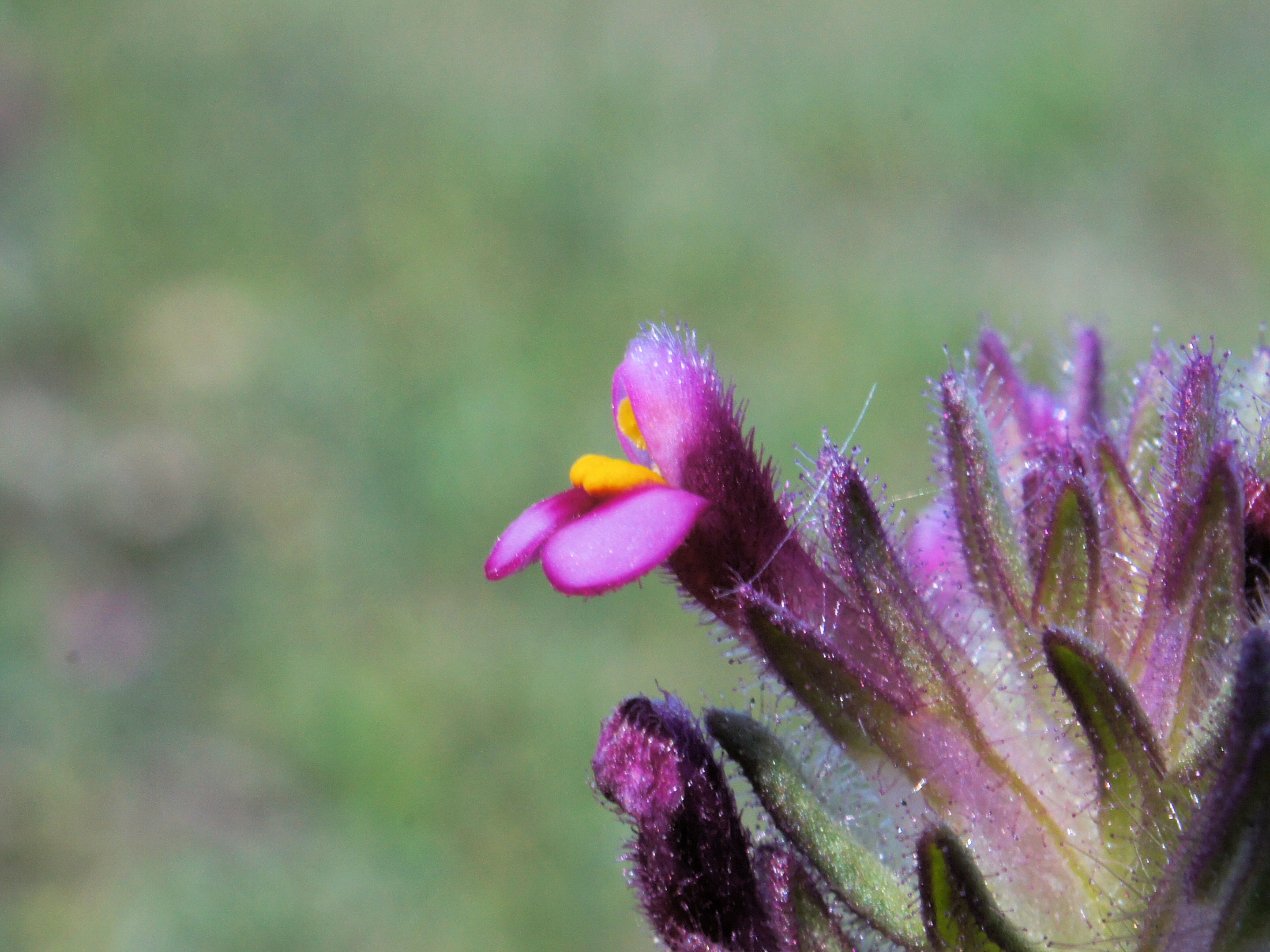
Bloem van Parentucellia latifolia

De kroonbladeren zijn eveneens versmolten tot een min of meer tweelippige buis, geel of  paars gekleurd. De bovenlip is tot een kap gebogen, de onderlip is vlak uitgespreid met drie al dan niet gelijkvormige lobben. 
In de kap van de bovenlip bevinden zich twee korte en twee lange, onbehaarde meeldraden en een tweelobbige stempel.
De vrucht is een omgekeerd eivormige, donzig behaarde doosvrucht die tot vele kleine zaden met netvormig oppervlak kan bevatten.

## Taxonomie
Alhoewel er soms tot vijf soorten aan het geslacht Parentucellia worden toegewezen, zijn er slechts twee geaccepteerd:
- Parentucellia latifolia (L.) Caruel (1885)
- Parentucellia viscosa (L.) Caruel (1885) (Kleverige ogentroost)

## Verspreiding en habitat
Parentucellia is te vinden in gematigde streken van het Middellandse Zeegebied, Anatolië en Noord-Afrika. 
Eén soort, de kleverige ogentroost, komt ook in België en Nederland voor. 
P. viscosa (Kleverige ogentroost) · 
P. latifolia
... · 
Bartsia · 
Castilleja · 
Euphrasia (Ogentroost) · 
Lathraea (Schubwortel) · 
Melampyrum (Zwartkoren) · 
Odontites (Helmogentroost) · 
Orobanche (Bremraap) · 
Pedicularis (Kartelblad) · 
Parentucellia · 
Rhinanthus (Ratelaar) · 
...